# Neue Saline

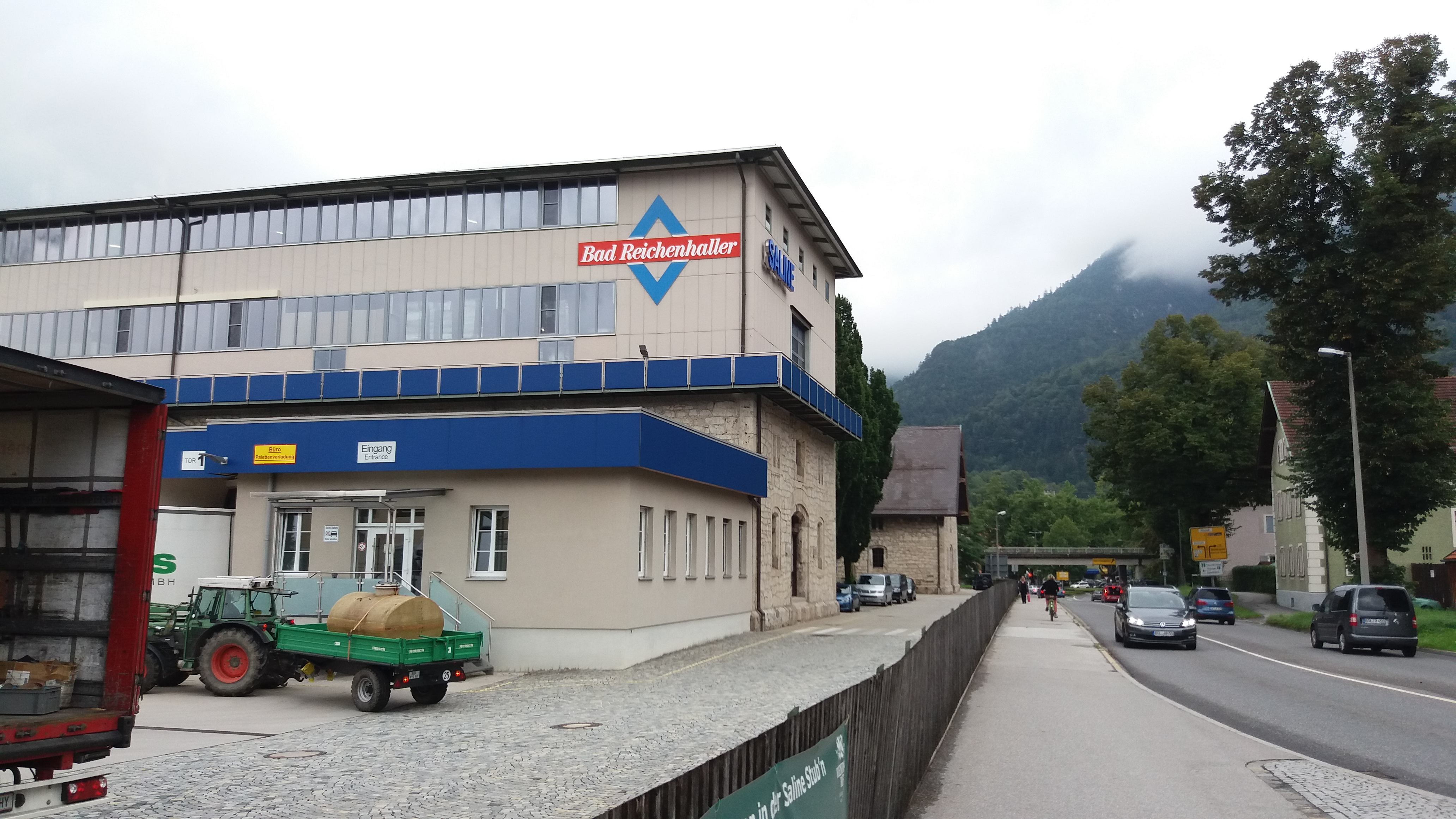
Das Firmengelände im September 2019.

Die Neue Saline an der Reichenbachstraße in Bad Reichenhall, Landkreis Berchtesgadener Land, Bayern, ist eine Saline der Südwestdeutsche Salzwerke AG. In ihr werden aus der, über eine Soleleitung nach Bad Reichenhall gepumpten, Sole des Salzbergwerks Berchtesgaden und von Bohrungen in Bad Reichenhall die Bad Reichenhaller Salzprodukte gesiedet. Die Neue Saline übernahm in den Jahren 1926 bis 1929 schrittweise die Produktion von der Alten Saline.

## Geschichte

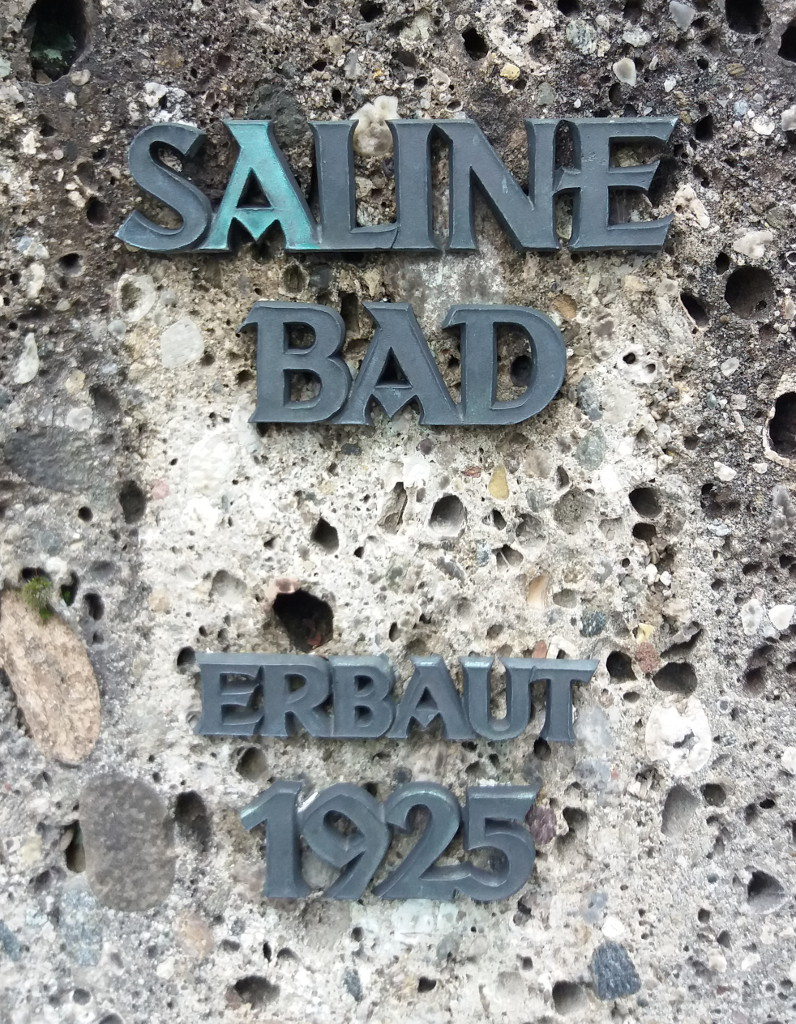
Inschrift auf der Mauer der Neuen Saline (der Schriftzug „Reichenhall“ kam offenbar abhanden)

Am Anfang des 20. Jahrhunderts stieg der Wettbewerbsdruck auf dem Salzmarkt, da das kostengünstige bergmännisch gewonnene Steinsalz immer erfolgreicher wurde und das Siedesalz zu verdrängen drohte. Bereits 1892 hatte man die Energieversorgung der Alten Saline von Holz auf Steinkohle umgestellt. Im Zuge von Maßnahmen zur Rationalisierung wurden die Salinen Traunstein 1912 und Berchtesgaden-Frohnreuth 1927 geschlossen. Die Sole aus dem Salzbergwerk Berchtesgaden fließt seither zur Gänze nach Bad Reichenhall.
Die Gebäude der Alten Saline in Bad Reichenhall waren für den Einbau von modernen technischen Anlagen nicht geeignet, weshalb man neue Gebäude am Rand der Altstadt von Bad Reichenhall errichtete. Der erste Spatenstich erfolgte 1925 und nach einer Bauzeit von eineinhalb Jahren war 1926 die so genannte Neue Saline fertiggestellt. Am 14. September 1926 wurde die Produktion aufgenommen, die bis 1929 nach und nach in die neuen Betriebsgebäude verlagert wurde. Zwischenzeitlich (1927) wurde die Staatliche Salinenverwaltung Teil der Bayerischen Berg-, Hütten- und Salzwerke AG (BHS AG). Durch die Ausstattung mit einer Eindampfanlage nach dem Wärmepumpenprinzip, zusätzlich zu den herkömmlichen Siedepfannen, konnten Kosten eingespart und die Kapazität des Betriebs erweitert werden.
Die Wärmepumpenanlage wurde mit Strom aus einem eigens bei Jettenberg errichteten Wasserkraftwerk betrieben. Pro Jahr wurden etwa 12.000 Tonnen Pfannensalz und 9.000 Tonnen Siedesalz aus der Verdampferanlage produziert. Durch einen eigenen Gleisanschluss an die Bahnstrecke Bad Reichenhall–Berchtesgaden konnten sowohl die Kohle als Brennstoff an- als auch die Produkte schnell ausgeliefert werden. In den 1940er Jahren stieg der Salzabsatz stark an, weshalb man die Anlagen weiter technisch verbesserte und die direkt beheizten Pfannen durch eine dampfbeheizte Pfannenanlage ersetzte. Am 4. August 1943 vernichtete ein Brand große Teile der Neuen Saline. Zwei Monate später konnte die Produktion provisorisch wieder aufgenommen werden.

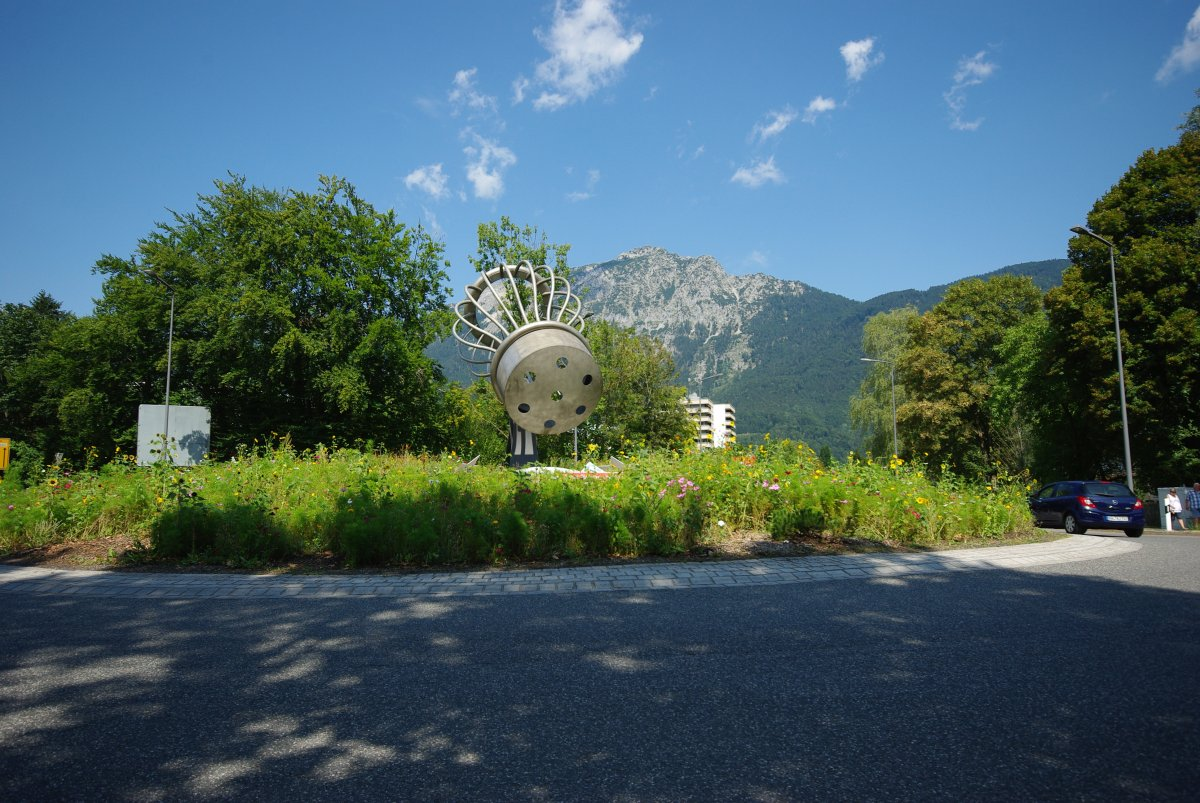
Skulptur eines Salzstreuers am Kreisverkehr Reichenbachstraße direkt vor der neuen Saline

Nach dem Zweiten Weltkrieg stieg die Nachfrage nach Salz wegen der fortschreitenden Industrialisierung an. Die Rohsalzproduktion wurde ausgebaut, die Eindampfanlage um eine Vakuumanlage erweitert. Mitte der 1950er Jahre lag die Jahresproduktion bei 55.000 Tonnen. 1957 erfolgte die Schaffung der Marke „Bad Reichenhaller Spezialsalz“ und in den folgenden Jahren die erfolgreiche Einführung der Marke „Bad Reichenhaller Markensalz“ in der gesamten Bundesrepublik Deutschland. Die Entwicklung von neuen Produkten und kundengerechten Verpackungsformen wurde konsequent vorangetrieben.
Aus Gründen der Rationalisierung wurde die veraltete Saline in Rosenheim 1958 geschlossen und die bayerische Salzerzeugung damit auf Bad Reichenhall konzentriert. Seit 1961 ersetzt eine neue Soleleitung von Berchtesgaden über den Pass Hallthurm die alte Leitung, die seit 1817 über die Schwarzbachwacht führte. Im Jahre 1965 löste schweres Heizöl die Kohle als Brennstoff ab. 1968 erbaute man eine Salzlagerhalle mit einem Fassungsvermögen von 12.000 Tonnen für Auftausalz zur Straßenstreuung. Die technischen Anlagen wurden in den 1960er Jahren fortlaufend erneuert und ihre Leistung erhöht. Die energieintensiven Pfannensalzanlagen hatten 1974 ausgedient. Bei sinkendem Energieeinsatz stieg die jährliche Produktion auf 220.000 Tonnen an. Im Jahr 1984 wurde die Energieversorgung auf Erdgas umgestellt.
Von 1968 bis 1972 erfolgten Aufschlussbohrungen zur zusätzlichen Förderung von Natursole. Ende der 1980er Jahre wurde die Eindampfanlage durch eine umweltschonende Thermokompressionsanlage ersetzt. Für das auf 190 Artikel angewachsene Sortiment errichtete man neue Lagergebäude.
Die BHS wurde 1991 von den „Süddeutschen Kalkstickstoffwerken“ (SKW Trostberg AG) übernommen. 1995 wurde die Saline Bad Reichenhall in die Südsalz GmbH eingebracht. Ab 2001 hielt die Südwestdeutsche Salzwerke AG an dieser die Mehrheit. Zur Vereinfachung der Konzernstruktur wurde die Südsalz GmbH 2016 zusammen mit anderen Firmen auf die Südwestdeutsche Salzwerke AG verschmolzen. Um dem Druck des Salzmarktes standhalten zu können, wurden in den vergangenen Jahren Rationalisierungsmaßnahmen durchgeführt.

## Produkte

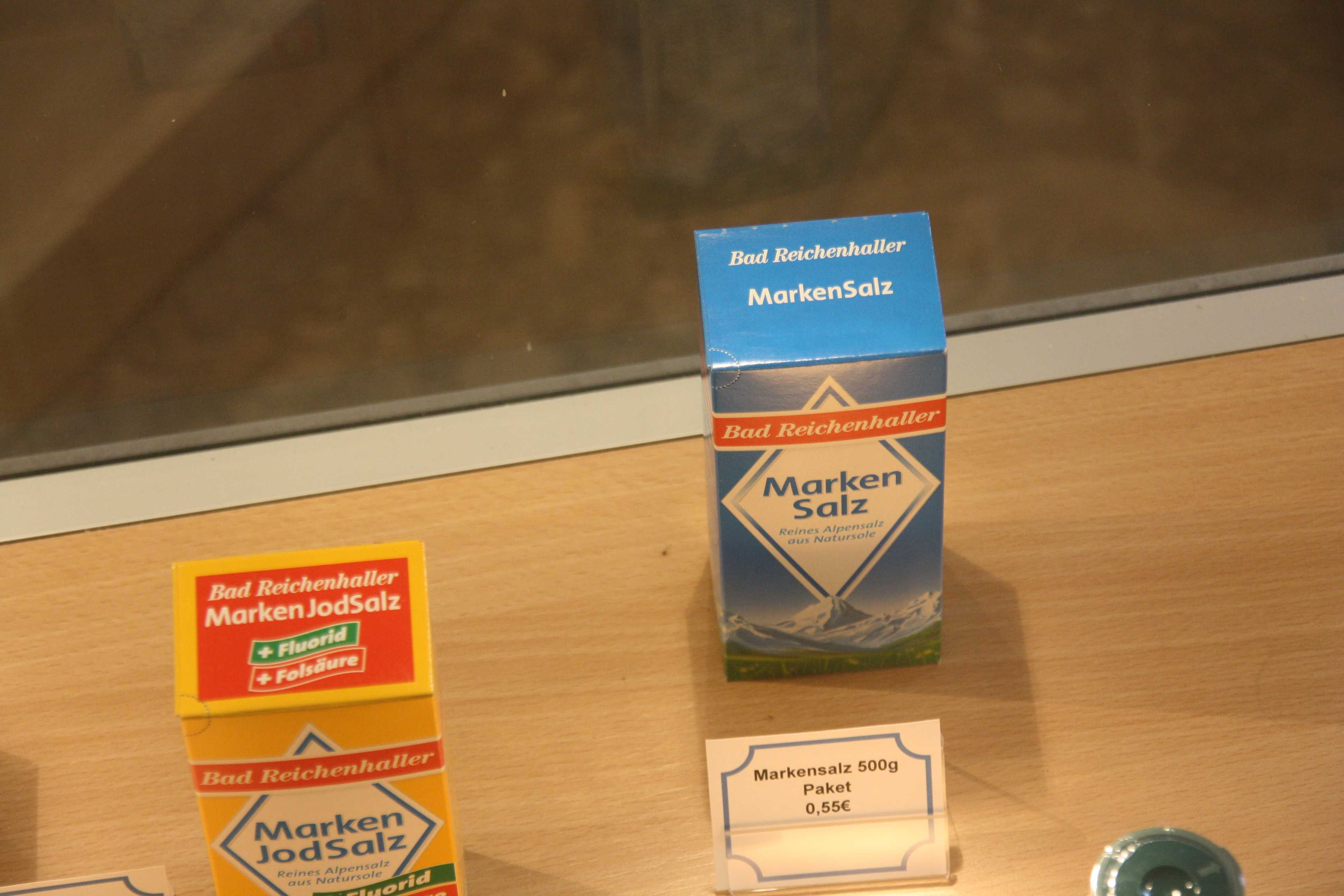
Haushaltspackungen „Bad Reichenhaller“ Salzprodukte

Das Bad Reichenhaller Markensalz (heute: Alpensalz) hat auf dem Markt einen Anteil von über 50 %. Das Salz hat eine Sonderstellung am Markt, woraus sich eine Monopol-ähnliche Situation ergibt. Dies ist darin begründet, dass der Einzelhandel üblicherweise neben Bad Reichenhaller Markensalz nur noch eine weitere, namenlose Eigenmarke Speisesalz im Angebot hat und die Marke deshalb deutlich höhere Preise durchsetzen kann und auch einen vergleichsweise hohen Marktanteil hat.
Bekannteste Produkte sind das Alpensalz ohne Zusätze, das Alpenjodsalz mit Jod, mit Jod und Fluorid sowie mit Jod, Fluorid und Folsäure. Das Alpensalz ist auch als grobe Variante ohne Zusätze in Mühlen und in verschiedenen Gewürzsalzmischungen erhältlich.
Die Produktlinie Alpensaline wird in alter Tradition in einer Siedepfanne von Hand geschöpft und enthält weder Trennmittel noch Zusätze, ist aber auch mit Zugabe von Kräutern, Blüten oder Gewürzen aus biologischem Anbau erhältlich.